# Бушко блато
Бушко блато је вештачко језеро у Федерацији Босне и Херцеговине, Босни и Херцеговини. Оно је природни наставак Ливањског поља, некада је било периодично плављено крашко поље, а данас је претворено у сталну акумулацију. Налази се на 716 метара надморске висине. Само језеро има површину од 55,8 km², а укупна запремина је 782 милиона m³. Једна трећина површине језера налази се у општини Ливно, а две трећине у општини Томиславград. Својом површином ово језеро једно је од највећих вештачких акумулација у Европи. Максимална количина воде износи 800 милиона m³. Бушко блато располаже богатим рибљим фондом.

## Историја
Испитивања тла показују да је Ливањско поље током неогена било под водом. Бушко пре изградње бране било једно од заосталих језера.
Пројекат изградње бране су заједнички 1970-их година 20. века извеле тадашње власти Босне и Херцеговине и Хрватске, с тим да је у Хрватској (место Руда, општина Оток) изграђена хидроелектрана "Орловац" (инсталирана снага 237 MW, просечна годишња производња 366 GWh), док је на територији Босне и Херцеговине изграђена акумулација на површини од око 50 km².